# Хабриев, Рамил Усманович
Рами́л Усма́нович Хабри́ев (род. 18 мая 1953 года) — советский и российский медик, организатор здравоохранения, академик РАМН (с 2011) и РАН (с 2013), заслуженный врач Республики Татарстан (2003), заслуженный врач РФ (2003). заслуженный деятель науки РФ (2023). Научный руководитель Национального научно-исследовательского института общественного здоровья имени Н. А. Семашко (с 2018), член Высшей аттестационной комиссии при Минобрнауки РФ, член правления Общества по организации здравоохранения и общественного здоровья. Доктор медицинских наук (1995), доктор фармацевтических наук (2003), профессор.
В 1989—1994 годах — министр здравоохранения Республики Татарстан, в 2004—2007 годах — руководитель Федеральной службы по надзору в сфере здравоохранения.

## Биография
Родился 18 мая 1953 года в деревне Таишево в Кукморском районе ТАССР.
По окончании средней школы в 1970 году стал студентом Казанского медицинского института им. С. В. Курашова. Ещё в годы учёбы Рамил Хабриев активно участвовал в общественной жизни института, был секретарём комитета комсомола. После окончания вуза в 1976 году остался в нём работать, выполнял обязанности врача-ординатора, старшего преподавателя, доцента, младшего научного сотрудника, заведующего научно-исследовательским отделом. С 1989 года Хабриев перешёл на руководящие позиции сначала в Республике Татарстан, а затем и на уровне Российской Федерации.
С 1989 по 1994 год — министр здравоохранения Республики Татарстан.
В 1994 году перешёл в Министерство здравоохранения Российской Федерации, где с 1994 по 1997 год работал начальником Инспекции государственного контроля лекарственных средств и медицинской техники. С 1998 по 2001 год руководил Департаментом государственного контроля качества, эффективности, безопасности лекарственных средств и медицинской техники Минздрава РФ.
С 2001 по 2007 год был гендиректором РАО «Биопрепарат» в Москве.
В 2004 году перешел на должность руководителя Росздравнадзора и занимал её до 2007 года.
С 2007 по 2009 год был заместителем директора Департамента социального развития Аппарата правительства Российской Федерации.
В 2009—2013 годах был первым проректором Российского национального исследовательского медицинского университета имени Н. И. Пирогова.
С 2011 по 2015 год был генеральным директором Российского антидопингового агентства «РУСАДА».
С 2013 по 2018 год являлся директором Национального НИИ общественного здоровья имени Н. А. Семашко. Заместитель председателя Межведомственного совета РАН по научному обоснованию и сопровождению лекарственной политики Российской Федерации.
С 2018 года является научным руководителем Национального НИИ общественного здоровья имени Н. А. Семашко.

## Семья
Р. У. Хабриев женат, имеет двоих детей. Супруга — Талия Ярулловна Хабриева (род. 1958) — учёный-правовед, доктор юридических наук, профессор, академик РАН.

## Научная деятельность
Хабриев Р. У. является автором более 250 научных трудов, в том числе 18 монографий, более 50 методических и учебных пособий. Девять его научных работ выполнены на уровне изобретений.

### Избранные труды
- Организация медицинской помощи вертеброневрологическим больным / Р. У. Хабриев. — Казань: Изд-во Казан. ун-та, 1994.
- Хабриев Р. У., Фисенко В. П., Рудаков А. Г. и др. Новые лекарственные средства. — М., 1996. — 121 с.
- Фарминдустрия: Справочник / Редкол.: Р. У. Хабриев (пред.) и др. — 2. изд. — СПб.: Фармац. изд-во «Фарос Плюс», 1998. — 752 с.
- Лекарственные средства: Справочник для аптечных работников / [Гл. ред. — Хабриев Р. У.]. — М.: Ремедиум, 2000.
- Государственный реестр лекарственных средств: по состоянию на 1 сент. 2004 г.: [в 2 т.] / Федер. служба по надзору в сфере здравоохранения и соц. развития, Науч. центр экспертизы средств мед. применения; [пред. редкол.: Р. У. Хабриев]. — Офиц. изд. — М.: Медицина, 2004. — (ОАО Яросл. полигр. комб.). — 30 см. — ISBN 5-225-04068-3.
- Лицензирование медицинской деятельности / Р. У. Хабриев, А. С. Юрьев. — М.: МЦФЭР, 2005 — (М.: Типография «Новости»). — 366 с.
- Хабриев Р. У., Деревоедов А. А., Камаев Н. О. Современные подходы к проведению допинг-контроля: создание биологического паспорта спортсмена // Спортивная медицина: наука и практика. — 2011. — № 1. — С. 35—37.
- Хабриев Р. У., Линденбратен А. Л., Комаров Ю. М. Стратегия охраны здоровья населения как основа социальной политики государства // Проблемы социальной гигиены, здравоохранения и истории медицины. — 2014. — № 3. — С. 3—5.
- Комментарии к нормам труда в здравоохранении [Текст] / Р. У. Хабриев, В. М. Шипова, С. М. Гаджиева. — М.: ГЭОТАР-Медиа, 2017.

## Награды
- 1976 — Медаль «За трудовую доблесть»[5]
- 2003 — «Заслуженный врач Республики Татарстан»
- 2003 — «Заслуженный врач Российской Федерации»
- 2003 — почётная грамота Правительства Российской Федерации[5]
- 2008 — премия Правительства РФ в области науки и техники[5]
- 2013 — Орден «За заслуги перед Отечеством» IV степени[5]
- 2014 — «XXII Олимпийские зимние игры и XI Паралимпийские зимние игры 2014 года в г. Сочи»[5]
- 2016 — благодарность президента Российской Федерации
- 2018 — юбилейная медаль «МПА СНГ. 25 лет» (12 апреля 2018 года) — за заслуги в деле развития и укрепления парламентаризма, за вклад в развитие и совершенствование правовых основ функционирования Содружества Независимых Государств, укрепление международных связей и межпарламентского сотрудничества[9]
- 2021 — Орден «За заслуги перед Отечеством» III степени
- 2023 — Заслуженный деятель науки Российской Федерации[10]
- 2023 — Орден «Дуслык»[11]